# Baía Kuskokwim

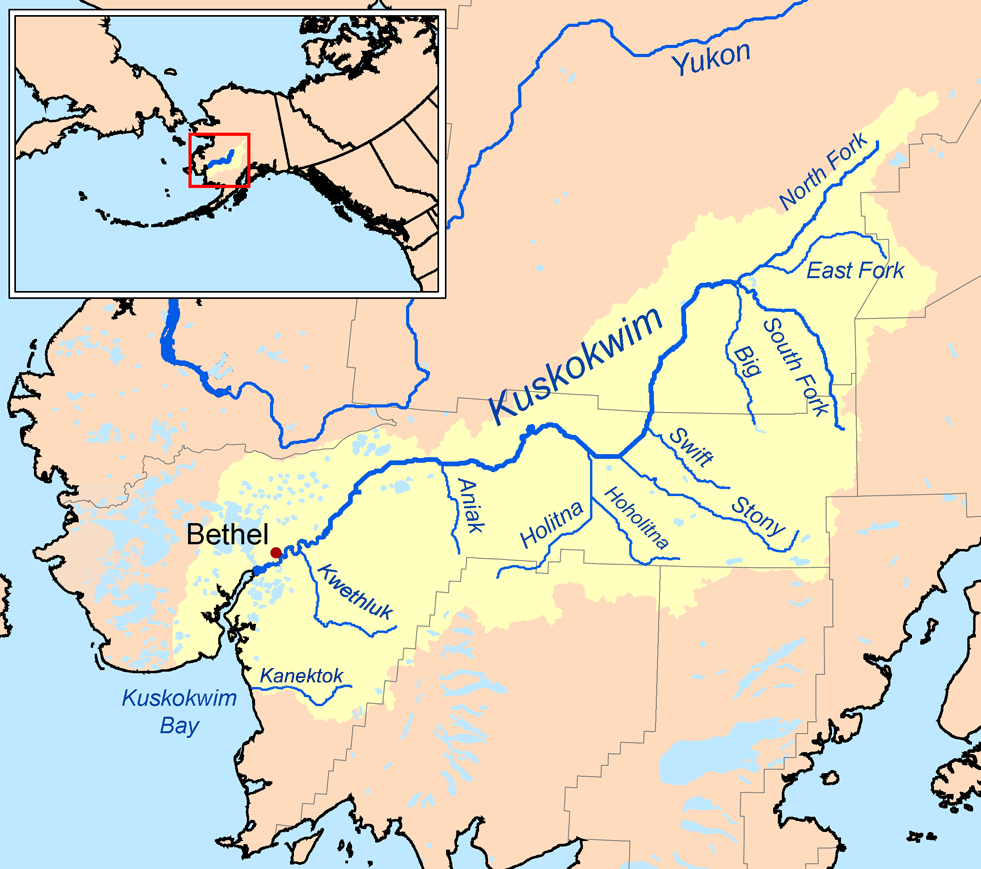
O rio Kuskokwim desagua na baía Kuskokwim

A baía Kuskokwim (em inglês:  Kuskokwim Bay) é uma baía do mar de Bering junto à costa sudoeste do Alasca, nos Estados Unidos, na Região Censitária de Bethel. Tem cerca de 158 km de comprimento e nela desagua o rio Kuskokwim.
A maior localidade na baía é a cidade de Quinhagak.